# Peter Gall

Peter Gall (2024)

Peter Gall (* 1983 in Bad Aibling) ist ein deutscher Jazzmusiker (Schlagzeug, Komposition).

## Leben und Wirken
Gall, der jüngere Bruder des Pianisten Chris Gall, absolvierte sein Diplomstudium an der Hochschule der Künste Berlin; zusätzlich machte er seinen Master an der Manhattan School of Music. Er studierte bei John Riley und John Hollenbeck Schlagzeug und bei Phil Markowitz, Dave Liebman sowie Jim McNeely Komposition.
Gall gehörte zunächst zum Landesjugendjazzorchester Bayerns und von 2004 bis 2006 zum Bundesjazzorchester unter Peter Herbolzheimer. Seit 2005 ist er Mitglied von Subtone; mit dieser Band tourte er international, trat bei Jazz Baltica auf und spielte bis 2014 vier Alben ein. Im Trio seines Bruders trat er beim Montreux Jazz Festival auf. Weiter war er Mitglied des Münchner Uptown Orchestra und der Bands von Anna Maria Sturm, Roman Ott, Gabriel Rios und Jasmin Tabatabai. Auch trat er mit den New York Voices, Take 6, Nils Landgren, der NDR Big Band, Seamus Blake, dem Kurt Rosenwinkel Trio, Thomas Quasthoff, Max Herre, Afrob, Joy Denalane, Kim Sanders, Ben Street, Dieter Ilg Trio, Frank Chastenier Trio, Gwilym Simcock, Fabian Almazan, Pablo Held, Linda Oh, Gitte Haenning, Majid Bekkas, Jeff Taylor oder Peter Fessler auf. Zudem ist er auf Alben von Frankzone, Roman Ott/Kurt Rosenwinkel, Torsten Goods, Rainer Böhm und Sebastian Böhlen zu hören. Seit 2017 spielt er in der Band Web Web mit Roberto Di Gioia, Tony Lakatos und Christian von Kaphengst.
2018 erschien „Paradox Dreambox“, sein erstes Album unter eigenem Namen. Mit seinem Quintet (mit Wanja Slavin, Reinier Baas, Rainer Böhm und Felix Henkelhausen) gewann er im Juli 2021 den BMW Welt Jazz Award. 2025 erhielt er für sein Album Love Avatar den Deutschen Jazzpreis in der Kategorie „Album des Jahres.“
Seit dem Wintersemester 2021/2022 ist Gall als Professor für Jazz-Schlagzeug und -Ensembleleitung an der Staatlichen Hochschule für Musik und Darstellende Kunst Mannheim tätig.

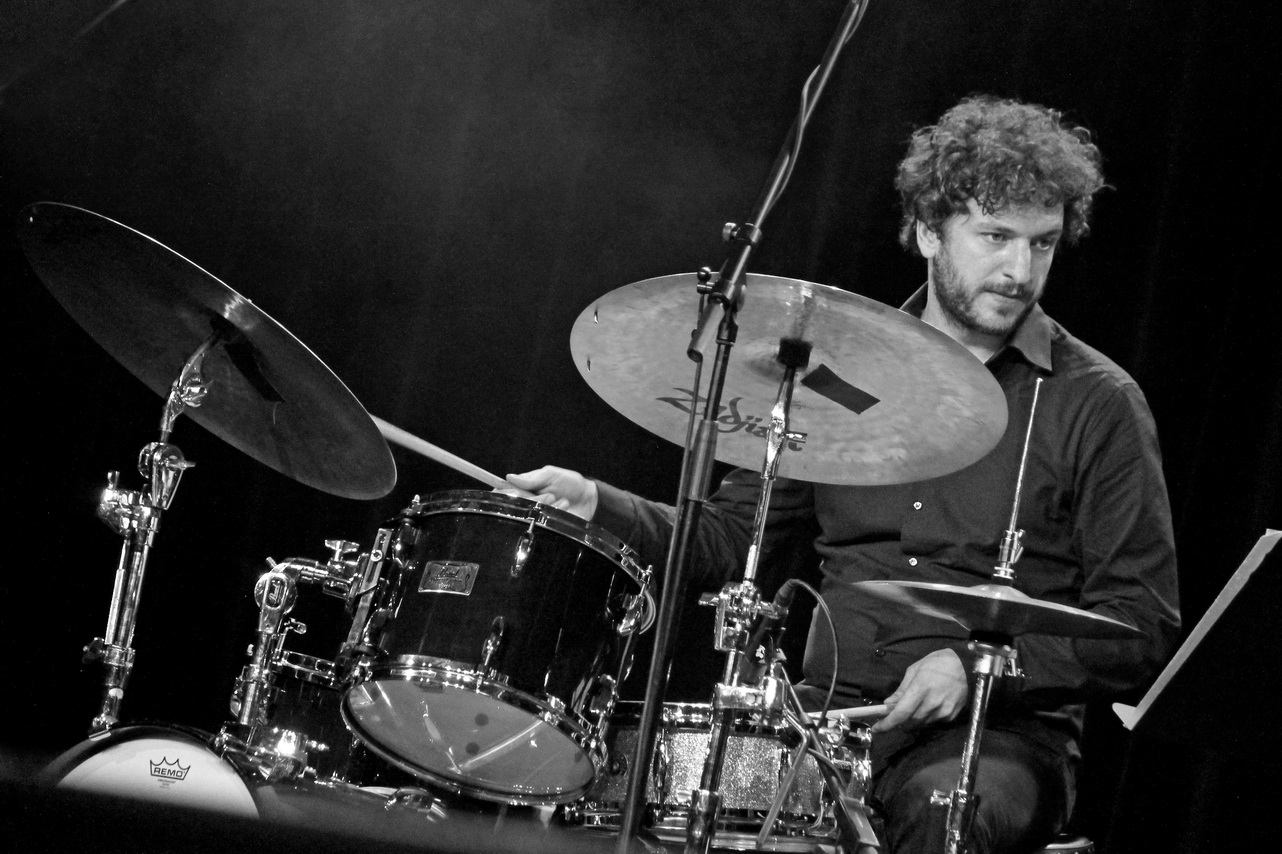
Peter Gall beim Jazzfestival St. Ingbert 2017

## Diskographische Hinweise
- Chris Gall Trio feat. Enik: Climbing Up (ACT 2008)
- Torsten Goods: 1980 (ACT, 2008)
- Chris Gall Trio feat. Enik: Hello Stranger (ACT 2010, mit Axel Kühn)
- Subtone: Morningside (Enja, 2010; mit Magnus Schriefl, Malte Dürrschnabel, Florian Höfner, Ruben Samana sowie Christine Carter)
- Rainer Böhm Quartet: Familia (Laika/Edition Longplay 2014, feat. Johannes Enders, Phil Donkin)
- Anna Maria Sturm: Tales of Woe (Why Play Jazz 2014)
- Blume: (Unit Records 2015; mit Magnus Schriefl, Wanja Slavin, Bernhard Meyer)
- Subtone: Moose Blues (Laika, 2018)
- Paradox Dreambox (Traumton 2018; mit Wanja Slavin, Rainer Böhm, Reinier Baas, Matthias Pichler sowie Ben Kraef, Kalle Zeier)
- Lutz Krajenski: Plays Hits Agogo (Agogo Records 2018)
- Chris Gall Trio: Cosmic Playground (GLM 2018)
- Web Web: Dance of the Demons (Compost, 2019; mit Roberto Di Gioia, Tony Lakatos, Christian von Kaphengst, Majid Bekkas)
- Web Web & Max Herre: Web Max (Compost Records, 2021, u. a. mit Yusef Lateef, Brandee Younger, Charles Tolliver)
- Roman Ott  (feat. Kurt Rosenwinkel): Hey Ro (Fresh Sound New Talent 2022)
- Lord Huron & Ben Schneider: Music For the Starling Girl  (Whispering Pine Studios / Mercury Records 2023)
- Love Avatar (Compost Records 2024, mit Wanja Slavin, Reinier Baas, Rainer Böhm, Matthias Pichler)